# Carahue
Carahue – miasto w Chile, w regionie Araukania, w prowincji Cautín.